# 萩市民球場
萩市民球場（はぎしみんきゅうじょう）は、かつて山口県萩市にあった市営の野球場。

## 概要
萩市の中心部、明倫小学校の隣接地に1956年（昭和31年）に完成、長く北浦地区の中心球場として稼働した。
1998年に萩市郊外の椿地区に県が整備した萩ウェルネスパーク内に「萩スタジアム」が完成したことなどで役目を終えて2003年に閉鎖された。翌2004年に解体工事が行われ、現在は大芝生広場などが備えられた都市公園「萩市中央公園」となっている。

## プロ野球開催実績

### 大洋ホエールズ

#### オープン戦
- 1959年3月9日 大洋ホエールズ11-0,6-5近鉄バファローズ
- 1960年3月12日 大洋ホエールズ0-1,2-3東映フライヤーズ 観衆：3,000人
- 1978年3月14日 大洋ホエールズ5x-4 日本ハムファイターズ 観衆：7,000人　勝：野村収 敗：間柴茂有　本：高木由一,長崎慶一,田代富雄（W）

### 広島東洋カープ

#### セントラル・リーグ公式戦
- 1957年4月23日 広島カープ2-7読売ジャイアンツ 観衆：5,000人 勝：堀内庄 敗：弘瀬昌彦 本：平山智（C）,宮本敏雄 盗：平山智(C),土屋正孝（G）

#### オープン戦
- 1960年3月8日 広島カープ4-3西鉄ライオンズ 観衆：3,000人

## アクセス
- JR山陰本線東萩駅から徒歩23分
- JR山陰本線玉江駅から徒歩27分